# Universidade Pedagógica e Tecnológica da Colômbia
A Universidad Pedagógica y Tecnológica de Colombia (em português Universidade Pedagógica e Tecnológica da Colômbia) conhecida também como  a UPTC é uma das maiores universidades do país e constitui-se em um dos centros colombianos de excelência no ensino e na pesquisa. O Ranking U-Sapiens Colombia classificou a UPTC como a melhor universidade do departamento de Boyacá, bem como a sétima melhor universidade do país. De acordo com seu anuário estatístico (2011), seu corpo discente é composto por 26.910 estudantes, 25.521 de graduação com matrículas ativas em cursos presenciais e 1389 estudantes de pós-graduação.
A universidade está localizada principalmente na cidade da Tunja, Boyacá, com atuação em sete departamentos. Seus principais campi são o campus Central na Cidade Universitária, que abriga as principais unidades de desenvolvimento da ciência e a tecnologia. Há também uma unidade isolada: a Faculdade de Ciências da Saúde, no prédio do antigo Hospital San Rafael. Em Sogamoso foi concebido um dos polos da engenharia, em Duitama  foi implantado o polo da administração, em Chiquinquirá está o polo de mineralogia e gemologia. O centro de pós-graduação de doutorado está localizado na cidade de Bogotá.

## História
A Universidade Pedagógica e Tecnológica da Colombia é descendente dos primeiros cursos de ensino superior da Colômbia. Criada em 10 de outubro de 1953 através do Decreto Nacional 2655 pelo então presidente Gustavo Rojas Pinilla, a instituição recebeu o nome de Universidade Pedagógica da Colômbia. Sua história, porém, é bem mais antiga e confunde-se com a própria história do desenvolvimento cultural, econômico e social do país; muitos dos seus cursos vêm da época da implantação do ensino de nível superior no país.
No início, o vice-presidente da república Francisco de Paula Santander fundou a Universidade da Boyacá em 30 de maio de 1827. Numa fase posterior, surgiu dela uma nova instituição, a Escola Normal Nacional Masculina que se consolidou com uma filosofia pedagógica criada em 1872 a partir da tendência educacional do naturalismo de Pestalozzi. A Escola Normal se transformou e implantou o curso de educação em 1928 que levou à criação da primeira faculdade de educação da Colômbia em 1934.
Esta instituição reuniu a faculdade de Ensino da Universidade Nacional e a Escola Normal Nacional Femenina constituindo-se a Escola Normal Superior da Colômbia pela lei de 21 de fevereiro de 1936. Com isso, representou papel fundamental na implantação do ensino de nível superior no país na área da educação. Em 10 de outubro de 1953 através do Decreto Nacional 2655 foi criada a "Universidade Pedagógica da Colômbia". Progressivamente foram-se somando outras faculdades tais como a Faculdade de Medicina em 1958 e a Faculdade da Engenharia em 1964 para formar a atual Universidade Pedagógica e Tecnológica da Colômbia. A tradição de seus cursos pioneiros no ensino deu-lhe o papel de celeiro dos professores que implantaram os demais cursos de nível superior na Colômbia.
Em 2010, a instituição obteve o avaliação "alta qualidade" do Ministério da Educação na maioria dos seus cursos para quatro anos.

## Ensino

### Graduação
Os 52 cursos de graduação abrangem todas as áreas do conhecimento e são distribuídos entre os períodos integral (I), noturno (N) e final de semana (D). Cada curso está vinculado a uma unidade acadêmica. Abaixo estão descritos todos os cursos oferecidos pelo polo central em Tunja e pelos polos regionais. O termo licenciatura possui o mesmo significado do que no Brasil.
| Ciências Agro-pecuárias - Engenharia Agronómica - Medicina Veterinária e Zootecnia Ciências Exátas - Física - Química - Biologia - Matemáticas Ciências Econômicas e Administrativas - Economia (N),(I) - Bacharelado em Administração (N),(I) - Contabilidade Pública (N) | Ciências da Educação - Licenciatura em Artes - Licenciatura em Ciências Biológicas - Licenciatura em Ciências Sociais - Licenciatura em Educação Física - Licenciatura em Filosofia (N) - Licenciatura em Línguas Modernas Espanhol-Inglês - Licenciatura em Línguas Estrangeiras - Licenciatura em Informática e Tecnologia (N) - Licenciatura em Matemáticas e Estatística (I),(N) - Licenciatura em Música - Licenciatura em Psicopedagogia | Ciências da Saúde - Medicina - Enfermagem - Psicologia Direito - Direito Engenharia - Engenharia Ambiental - Engenharia Civil - Engenharia Eletrônica - Engenharia de Computação - Engenharia Metalúrgica - Engenharia de Rodovias e Transporte |

| Polo de Chiquinquirá - Administração de Empresas (N) - Contabilidade Pública - Licenciatura em Educação Física - Gemologia | Polo de Duitama - Administração de Empresas Agro-pecuárias - Administração Industrial - Administração Turística - Desenho Industrial - Licenciatura em Tecnologia - Engenharia Mecatrônica - Licenciatura em Matemáticas e Estatística (N) | Polo de Sogamoso - Administração de Empresas (N) - Contabilidade Pública - Engenharia Eletrônica - Engenharia de Computação - Engenharia de Minas - Engenharia Geológica - Engenharia Industrial |

## Campi

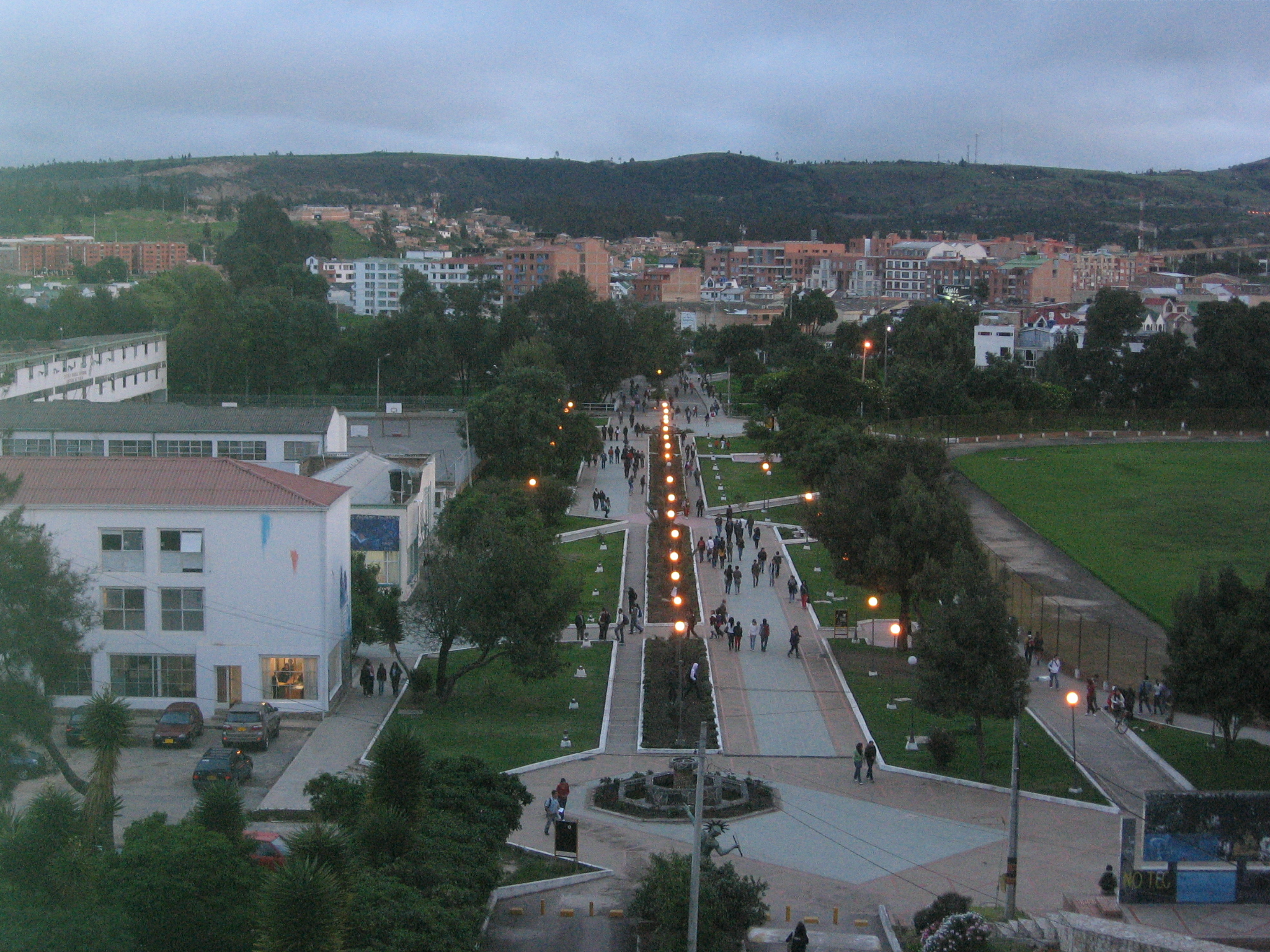
Avenida central, Tunja.

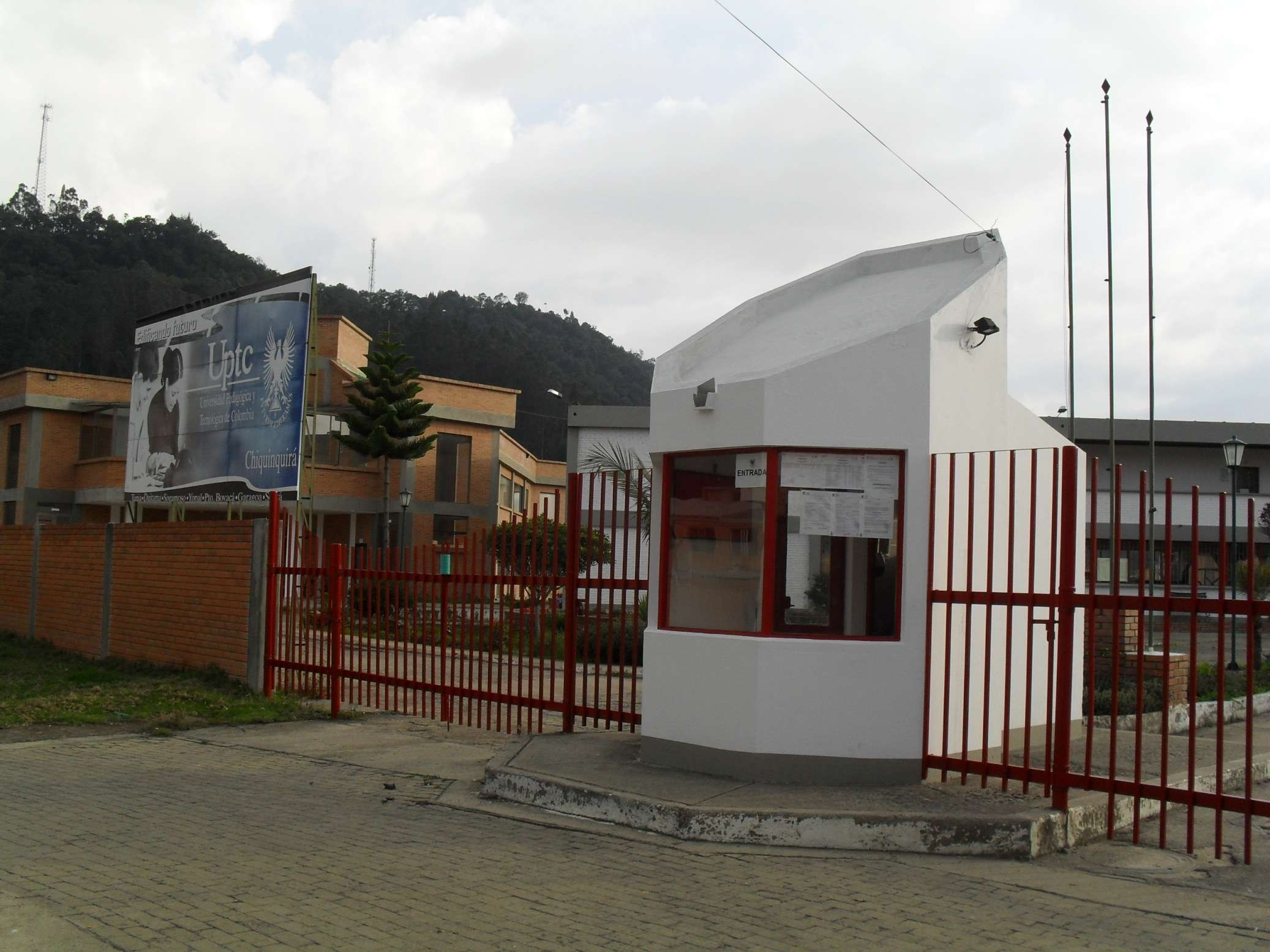
Polo da UPTC na cidade de Chiquinquirá.

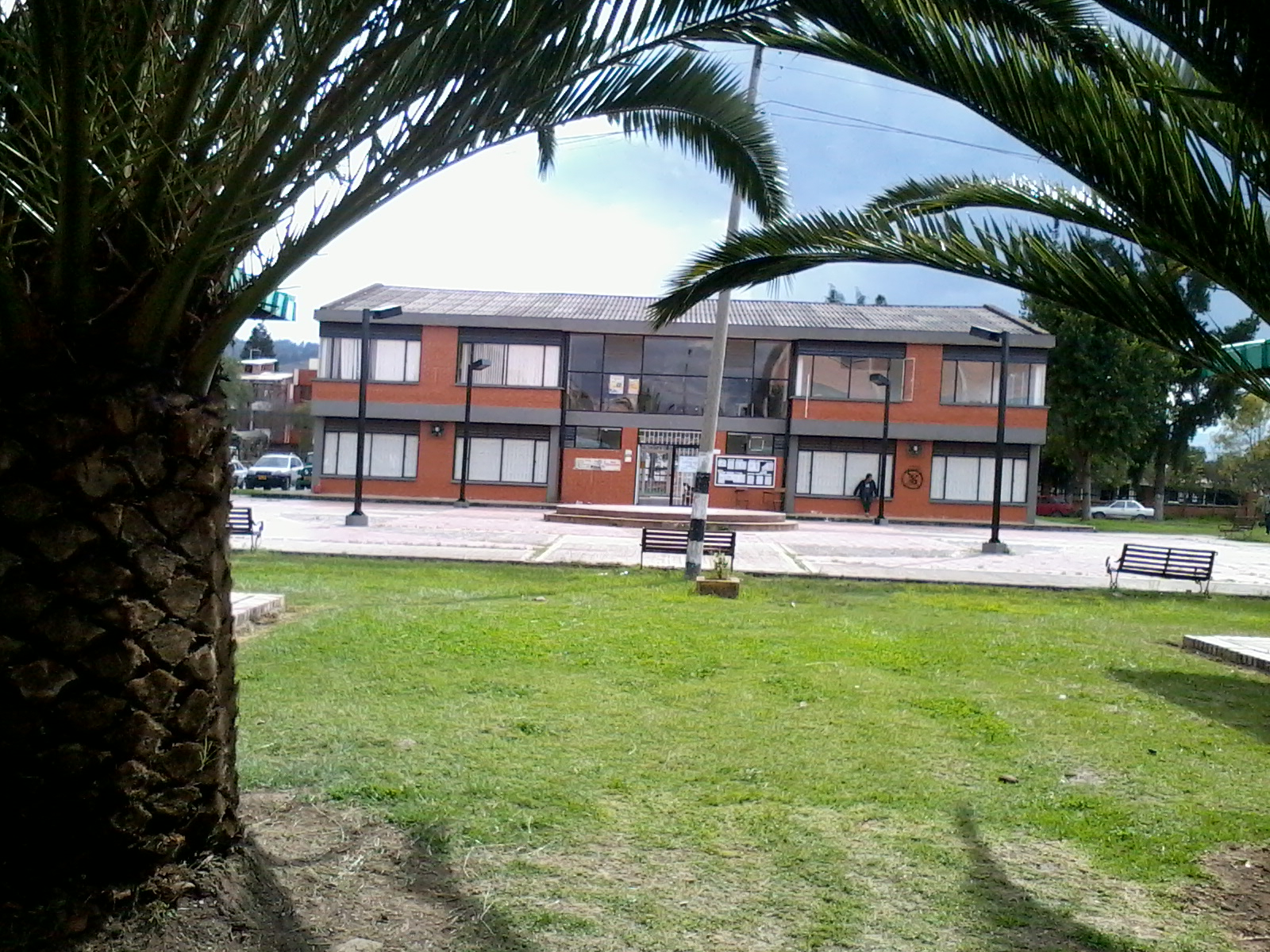
Polo de Sogamoso

### Cidade Universitária de Tunja
- Polo Central, sede dos prédios da administração universitária, da Biblioteca Jorge Palacios Preciado, da Praça Camilo Torres Restrepo, da maioria de faculdades e escolas e da Escuela Normal Superior Santiago de Tunja.

Avenida Central del Norte, 150003 Tunja

### Polos Principais
- Polo de Sogamoso

Calle 4 Sur 15-134. 152211,Sogamoso
- Polo de Duitama

Carrera 18 23-55. 150461, Duitama
- Polo de Chiquinquirá

Calle 14A 2-36. 154640, Chiquinquirá
- Polo de Bogotá

Carrera 14 44-51. 110311, Bogotá

### Centros de programas de extensão
- Distrito Capital
- Boyacá: Garagoa, Puerto Boyacá, Soatá, Chiquinquirá
- Casanare : Yopal, Aguazul

### Polos de Educação a Distância
- Amazonas  : Leticia
- Distrito Capital
- Boyacá: Chiquinquirá, Chiscas, Duitama, Garagoa, Muzo, Puerto Boyacá, Samacá, Soatá, Sogamoso
- Casanare: Monterrey, Yopal
- Cundinamarca : Cogua, Fusagasugá, Gachetá, La Palma, Quetame
- Meta : Acacías
- Santander : Barbosa, Barrancabermeja

## Relações internacionais
A UPTC mantém parcerias com universidades de 17 países, principalmente da Argentina, Cuba, Espanha, França e México, mas também com as universidades de Aveiro e de Lisboa em Portugal e as universidades Estadual de Londrina, Estadual de Campinas e Nove de Julho no Brasil.